# Liste von im Strafgefängnis Plötzensee hingerichteten Frauen
Dies ist eine Liste von Frauen, die im Strafgefängnis Plötzensee während der Zeit des Nationalsozialismus hingerichtet wurden. Die Liste ist nicht auf Vollständigkeit ausgelegt.
Die aufgeführten Frauen wurden wegen Verstoßes gegen NS-Gesetze wie zum Beispiel „Feindbegünstigung (Kriegsverrat)“, „Wehrkraftzersetzung“ „Hochverrat“ oder auf Grundlage der „Volksschädlingsverordnung“ vom Volksgerichtshof zum Tode verurteilt und in fast allen Fällen vom Scharfrichter Wilhelm Röttger hingerichtet.

## A
- Rita Arnould (11. September 1914– 20. August 1943) Rote Kapelle
- Judith Auer (19. September 1905 – 27. Oktober 1944), Saefkow-Jacob-Bästlein-Organisation
- Weronika Augustyniak (30. November 1899 – 15. August 1942), wurde verurteilt, weil sie angeblich mit ihrem Mann einen geflohenen russischen Soldaten unterstützte[1]

## B
- Marianne Baum (9. Februar 1912 – 18. August 1942), Widerstandsgruppe Baum
- Gertrud Baumgartner (26. August 1920 – 15. April 1943), wegen „Spionage“ verurteilt[2]
- Lina Beckmann (4. Oktober 1894 – 2. November 1943), wegen „Vorbereitung zum Hochverrat“ verurteilt[3][4]
- Antonie Bejdová (30. September 1911 – 8. September 1944), wegen „Vorbereitung zum Hochverrat und Feindbegünstigung“ verurteilt[5]
- Irena Bernášková (7. Februar 1904 – 26. August 1942), Zeitschrift V boj, wegen „Vorbereitung zum Hochverrat in Verbindung mit landesverräterischer Feindbegünstigung“ verurteilt
- Libuše Bernasová (9. März 1922 – 30, November 1944), wegen „Plünderns“ auf Grundlage der „Volksschädlingsverordnung“ verurteilt[6]
- Liane Berkowitz (7. August 1923 – 5. August 1943), Rote Kapelle
- Liesbeth Beutler[7] (3. Februar 1901 – 12. September 1944) wegen „defätistischer Äußerungen“ verurteilt[8]
- Anna Blauensteiner (21. Juli 1904 – 5. Oktober 1943), wegen „Vorbereitung zum Hochverrat und Feindbegünstigung“ verurteilt[9]
- Irena Bobowska (3. September 1920 – 26. September 1942), illegale Zeitschrift „Pobudka“ (Weckruf), wegen „Vorbereitung zum Hochverrat und Feindbegünstigung“ verurteilt
- Gerda Boenke (12. Oktober 1913 – 10. November 1944) (KJVD und KPD-Mitglied), sie wurde aufgrund ihrer regimekritischen Äußerungen ermordet
- Cato Bontjes van Beek (14. November 1920 – 5. August 1943), Rote Kapelle
- Barbara Brammertz (9. Januar 1895 – 18. August 1944), wegen „Wehrkraftzersetzung“ verurteilt[10]
- Therese Brinkmeier (2. Juli 1903 – 27. Juli 1944), wegen „Wehrkraftzersetzung“ verurteilt
- Erika von Brockdorff (29. April 1911 – 13. Mai 1943), Rote Kapelle
- Franziska Brutzki (1. November 1893 – 21. März 1941), wegen „Landesverrats“ verurteilt[11]
- Eva-Maria Buch (31. Januar 1921 – 5. August 1943), in der Strafsache „Rote Kapelle“ verurteilt[12]

## C
- Jaroslava Částková (5. Juni 1908 – 25. Mai 1943), wegen „Vorbereitung zum Hochverrat und landesverräterischer Feindbegünstigung“ verurteilt[13]
- Věra Červinková (27. August 1905 – 24. November 1944), Rote Hilfe, wegen „Vorbereitung zum Hochverrat“ verurteilt[14]
- Emma Churheber (9. Juli 1902 – 27. Juli 1944), wegen fortgesetzten Diebstahls auf Grundlage der „Volksschädlingsverordnung“ verurteilt[15]
- Suzanne Cointe[16] (27. Juli 1905 – 20. August 1943) Rote Kapelle
- Hilde Coppi (30. Mai 1909 – 5. August 1943), Rote Kapelle, ihr Sohn Hans wurde im Frauengefängnis Barnimstraße geboren

## D
- Elsa Danhofer (18. Dezember 1888 – 6. Oktober 1944), Bibelforscherin, wegen „Wehrkraftzersetzung“ verurteilt[17]
- Helene Delacher (25. August 1904 – 12. November 1943), Zeugin Jehovas, wegen „Wehrkraftzersetzung in Verbindung mit dem Versuch landesverräterischer Lügenhetze“ verurteilt
- Eva Duchmann (22. April 1893 – 13. Oktober 1944), Bibelforscherin[18][19]
- Anna Dutz (16. Januar 1900 – 3. November 1944), wegen „Feindbegünstigung“ verurteilt[20]
- Emilie Dvořáková (27. September 1919 – 29. März 1943), KJVD, wegen „Vorbereitung zum Hochverrat“ verurteilt[21]
- Monika Dymska (18. April 1918 – 25. Juni 1943), wegen „Spionage, Feindbegünstigung und Vorbereitung zum Hochverrat“ verurteilt[22]

## E
- Anna Ebermann (10. Februar 1891 – 17. März 1944), gehörte zur Widerstandsgruppe um Herbert Baum
- Margarete Eder (4. November 1922 – 8. Dezember 1944), wegen „Spionage-Verdacht“ verurteilt[23]
- Charlotte Eisenblätter (7. August 1903 – 25. August 1944), gehörte zum Berliner Arbeiterwiderstand um Robert Uhrig (Uhrig-Römer-Gruppe)
- Margarete Elchlepp (18. Mai 1899 – 8. April 1945), wegen „Landfriedensbruchs“ und „Plünderns“ verurteilt[24]
- Stefanie Engler (18. November 1910 – 25. Juni 1943), wegen „Vorbereitung zum Hochverrat“ verurteilt

## F
- Benita von Falkenhayn (14. August 1900 – 18. Februar 1935), wegen „Landesverrats“ verurteilt
- Katharina Fellendorf (7. November 1884 – 31. März 1944), Rote Kapelle, wegen „Feindbegünstigung“ zum Tode verurteilt, weil sie ihren „illegal“ nach Deutschland zurückgekehrten Sohn Wilhelm Fellendorf in ihrer Wohnung aufgenommen hatte
- Emilienne Flament (18. September 1917 – 24. September 1943), wegen „schweren Diebstahls in 5 Fällen“ verurteilt[25]
- Dorothea Fonden (8. Oktober 1902 – 5. Oktober 1943), wegen „Wehrkraftzersetzung“ verurteilt[26]
- Erna Francke (23. November 1897 – 25. April 1944), wegen „Wehrkraftzersetzung“ verurteilt[27]
- Toska Froese (9. Dezember 1903 – 12. November 1943), aufgrund der „Volksschädlingsverordnung“ verurteilt[28]

## G
- Wilhelma Gaertner (16. September 1896 – 11. August 1944), wegen „Wehrkraftzersetzung“ verurteilt[29]
- Charlotte Garske (4. Dezember 1906 – 16. Dezember 1943), Arbeitersportlerin und Widerstandskämpferin aus Storkow (Mark)[30][31]
- Gertrud Gast (16. November 1907 – 25. August 1944), aufgrund der „Volksschädlingsverordnung“ verurteilt[32]
- Marianne Gąszczak (28. Dezember 1914 – 28. September 1943), aufgrund der „Volksschädlingsverordnung“ als „Spionin“ verurteilt[33]
- Nelly Gethe (31. März 1900 – 24. September 1943), als „gefährliche Gewohnheitsverbrecherin“ verurteilt[34]
- Elisabeth Charlotte Gloeden (9. Dezember 1903 – 30. November 1944), im Zusammenhang mit dem Attentat auf Hitler am 20. Juli 1944
- Ursula Goetze (29. März 1916 – 5. August 1943), wurde in der Strafsache „Rote Kapelle“ verurteilt[12]
- Helene Gossing (21. Mai 1886 – 3. November 1944) wegen „Landesverrats“ verurteilt[35]
- Helene Gotthold (31. Dezember 1896 – 8. Dezember 1944), als Mitglied der „Internationalen Bibelforscher-Vereinigung“ wegen „Wehrkraftzersetzung in Verbindung mit Begünstigung des Feindes“ hingerichtet[36]
- Luise Graf (25. Oktober 1892 – 13. Oktober 1944), Zeugin Jehovas, wegen „Zersetzung der Wehrkraft“ verurteilt[37]
- Emma Granget (21. Januar 1894 – 1. November 1943), wegen „Wehrkraftzersetzung“ verurteilt[38]
- Elisabeth Groß (24. Juli 1899 – 25. August 1944), Internationalen Arbeiter-Hilfe, wegen „Wehrkraftzersetzung und Feindbegünstigung“ verurteilt
- Jeanne Großvogel-Pesant[39] († 6. Juli 1943) Rote Kapelle, siehe Leon Großvogel
- Miloslava Gschwindová (6. Februar 1904 – 4. September 1942), wegen „Vorbereitung zum Hochverrat“ verurteilt[40]

## H
- Auguste Haase (26. August 1899 – 12. Januar 1945), Saefkow-Jacob-Bästlein-Organisation
- Elise Hampel (27. Oktober 1903 – 8. April 1943), ihr Schicksal wurde zum Vorbild für Hans Falladas Roman Jeder stirbt für sich allein
- Elli Hatschek (2. Juli 1901 – 8. Dezember 1944), Mutter von Krista Lavičková, gehörte zur Widerstandsgruppe Europäische Union
- Mathilde Hengeveld (6. Mai 1912 – 12. Januar 1944), als Mitglied der „Internationalen Bibelforscher-Vereinigung“ wegen „Wehrkraftzersetzung in Verbindung mit Begünstigung des Feindes“ hingerichtet[36]
- Marie-Louise Henin (9. Dezember 1898 – 9. Juni 1944), wegen „Hoch- und Landesverrat“ verurteilt[41]
- Liselotte Herrmann (23. Juni 1909 – 20. Juni 1938), KPD
- Auguste Hetkamp (26. August 1885 – 11. August 1944), Bibelforscherin[42]
- Johanna Hinz (8. Dezember 1891 – 18. August 1944), wegen „Vorbereitung zum Hochverrat und Feindbegünstigung“ verurteilt[43]
- Hella Hirsch (6. März 1921 – 4. März 1943), gehörte zur Widerstandsgruppe um Herbert Baum[44]
- Rosa Hofmann (27. Mai 1919 – 9. März 1943), wegen „Wehrkraftzersetzung und Hochverrat“ verurteilt[45]
- Lina Hoffmann (18. März 1897 – 29. September 1944), aufgrund der „Volksschädlingverordnung“ verurteilt[46]
- Emma Hölterhoff (28. Mai 1904 – 8. Dezember 1944), vom Volksgerichtshof wegen „Wehrkraftzersetzung“ zum Tode verurteilt[47]
- Anna Hölzlsauer (13. Juni 1902 – 19. Mai 1944), wegen „Wehrkraftzersetzung“ verurteilt[48]
- Frieda Horstbrink geb. Plauel, (4. September 1896 – 2. November 1943), wegen „Vorbereitung zum Hochverrat“ verurteilt[3][49]

## I
- Else Imme (24. September 1885 – 5. August 1943), war Abteilungsleiterin im Kaufhaus Wertheim und Mitglied einer Widerstandsgruppe der Roten Kapelle[12]

## J
- Hildegard Jadamowitz (12. Februar 1916 – 18. August 1942), gehörte zum Berliner Arbeiterwiderstand um Robert Uhrig
- Marianne Joachim (5. November 1921 – 4. März 1943), gehörte zur Widerstandsgruppe um Herbert Baum
- Charlotte Joch (22. Februar 1906 – 25. Juni 1943), aufgrund der „Volksschädlingverordnung“ verurteilt[50]
- Margarete Jucksch (23. April 1906 – 31. März 1944), wegen „Zersetzung der Wehrkraft“ verurteilt[51]

## K
- Juliette Kächele (20. November 1920 – 2. Oktober 1942), wegen „landesverräterischer Begünstigung des Feindes“ verurteilt[52]
- Wanda Kallenbach (13. Juni 1902 – 18. August 1944), wegen „Wehrkraftzersetzung und Feindbegünstigung“ von Roland Freisler verurteilt
- Lilly Karmann (25. Oktober 1898 – 27. Januar 1944), wegen „defätistischer Zersetzungspropaganda“ verurteilt[53]
- Filumena Kazlauskaite (10. November 1915 – 19. Mai 1944), wegen „Landesverrats“ verurteilt[54]
- Bertha Kempa (17. August 1894 – 19. Mai 1944), aufgrund der „Volksschädlingverordnung“ verurteilt[55]
- Johanna Kirchner (24. April 1889 – 9. Juni 1944), SPD und Résistance, wegen Landesverrats verurteilt
- Elisabeth Kliß (11. Juni 1909 – 2. Februar 1945), wegen „Wehrkraftzersetzung“ verurteilt[56]
- Marie Klute (3. Mai 1905 – 15. Dezember 1944), wegen „Wehrkraftzersetzung“ verurteilt[57]
- Melania Kmiotek (17. September 1892 – 12. September 1942), wegen „Vorbereitung zum Hochverrat“ verurteilt[58]
- Marie Catherine Kneup (7. Juli 1899 – 4. Oktober 1938) wegen „Spionage für Frankreich“ verurteilt[59]
- Helene Knothe (1. September 1892 – 20. Dezember 1944), wegen „Wehrkraftzersetzung und Feindbegünstigung“ verurteilt[60][61]
- Sala Kochmann (7. Juni 1912 – 18. August 1942), gehörte zu den Widerstandsgruppen um Herbert Budzislawski und Herbert Baum
- Halina Konieczna (25. August 1921 – 16. Februar 1943), wegen „Spionage, Feindbegünstigung und Vorbereitung zum Hochverrat” “ verurteilt[62]
- Helene Korth (17. April 1911 – 6. Oktober 1944), aufgrund der „Volksschädlingverordnung“ verurteilt[63]
- Martha Kosch (27. Juli 1911 – 27. Januar 1944), wegen „Landesverrats“ verurteilt[64]
- Annie Krauss (7. Mai 1879 – 5. August 1943), wurde in der Strafsache „Rote Kapelle“ verurteilt[12][65]
- Anna Krauss 27. Oktober 1884 – 5. August 1943 (Geburtsdatum mal überprüfen)
- Maria Kreulich (3. Oktober 1889 – 17. März 1944), wegen „Wehrkraftzersetzung und Feindbegünstigung“ verurteilt[66]
- Marie Kršňáková (22. Januar 1900 – 12. April 1943), wegen „Vorbereitung zum Hochverrat und landesverräterischer Feindbegünstigung“ verurteilt[67]
- Therese Kühner (25. April 1884 – 6. Oktober 1944), Zeugin Jehovas, wurde wegen „Wehrkraftzersetzung“ verurteilt[68]
- Ingeborg Kummerow (23. August 1912 – 5. August 1943), wurde in der Strafsache „Rote Kapelle“ verurteilt[12]
- Elisabeth Kuznitzky (22. Januar 1878 – 30. November 1944), im Zusammenhang mit dem Attentat auf Hitler am 20. Juli 1944

## L
- Agnieszka Laszkiewicz (10. Januar 1894 – 2. September 1942), wegen „Schädigung des Reichswohls in Verbindung mit landesverräterischer Begünstigung des Feindes“ verurteilt[69]
- Marianne Latoschinski (12. September 1903 – 29. September 1944), wegen „Vorbereitung zum Hochverrat“ verurteilt
- Krista Lavičková (15. Dezember 1917 – 11. August 1944), Tochter von Elli Hatschek, wegen „Vorbereitung zum Hochverrat und Kriegsspionage“ verurteilt
- Věra Ledererová (25. März 1912 – 1. Juli 1943), wegen „landesverräterischer Ausspähung“ verurteilt[70]
- Herta Lindner (3. November 1920 – 29. März 1943), SAJ, wegen „Vorbereitung zum Hochverrat“ verurteilt
- Hildegard Loewy (4. August 1922 – 4. März 1943), gehörte zur Widerstandsgruppe um Herbert Baum[44]

## M
- Helene Maćkowiak (12. Juli 1902 – 2. November 1943), auf der Grundlage der „Kriegssonderstrafrechtsverordnung“ wegen Spionage verurteilt[71]
- Anežka Malá (7. Januar 1910 – 24. November 1942), KPČ, wegen „Vorbereitung zum Hochverrat“ verurteilt[72]
- Marguerite Marivet (13. August 1909 – 20. August 1943) Rote Kapelle[73]
- Emma Martin (25. Oktober 1882 – 16. Dezember 1943), wegen „Wehrkaftzersetzung”“ verurteilt[74]
- Ewa Martynowicz (21. Januar 1893 – 5. April 1943), wegen „landesverräterischer Feindbegünstigung“ verurteilt[75]
- Anna Maximowitsch (8. März 1901 – 20. August 1943) Rote Kapelle[76]
- Frieda Melzen (29. November 1912 – 6. Oktober 1944), Zeugin Jehovas, wegen „Wehrkaftzersetzung“ verurteilt[77]
- Hanni Meyer (14. Februar 1921 – 4. März 1943), gehörte zur Widerstandsgruppe um Herbert Baum
- Henriette Meyer (14. Juli 1896 – 8. Dezember 1944), als Mitglied der „Internationalen Bibelforscher-Vereinigung“ wegen „Wehrkraftzersetzung in Verbindung mit Begünstigung des Feindes“ hingerichtet[36]
- Elisabeth Mill (6. November 1897 – 26. Januar 1945), wegen „staatsabträgliche Äußerungen“ verurteilt[78]
- Marie Minářová (11. Mai 1892 – 5. April 1943), KPČ, wegen „Vorbereitung zum Hochverrat und landesverräterischer Feindbegünstigung“ verurteilt[79]
- Genowefa Młynarz (29. September 1902 – 7. Juli 1944), wegen „Spionage“ verurteilt[80]

## N
- Margarete Näfe (20. März 1905 – 8. Dezember 1944), in Fredersdorf-Vogelsdorf wurde eine Straße nach ihr benannt[81]
- Renate von Natzmer (9. Juni 1898 – 18. Februar 1935), wegen „Landesverrats“ verurteilt
- Hedwig Neumann (21. September 1890 – 27. Januar 1944), wegen „Spionage“ verurteilt[82]

## O
- Vera Obolensky (24. Juni 1911 – 4. August 1944), Résistance
- Ruth Oesterreich (6. Juni 1894 – 25. Juni 1943), Widerstandskämpferin (KP-Opposition) und in der Résistance

## P
- Anna Pajonk (13. Januar 1900 – 4. März 1943), wegen „Landesverrats“ verurteilt[83]
- Luise Pakull (8. November 1895 – 8. Dezember 1944), als Mitglied der „Internationalen Bibelforscher-Vereinigung“ wegen „Wehrkraftzersetzung in Verbindung mit Begünstigung des Feindes“ hingerichtet[36]
- Katharina Peters (30. November 1897 – 29. September 1944), wegen „Wehrkraftzersetzung“ verurteilt[84]
- Simone Pheter (* 1917; † 20. August 1943) Rote Kapelle[85]
- Marianna Pietrzak (16. Mai 1900 – 22. September 1942), wegen „Schädigung des Reichswohls in Verbindung mit landesverräterischer Begünstigung des Feindes“ verurteilt[86]
- Sofie Pitkowski (17. Oktober 1904 – 27. März 1942), wegen „Landesverrats“ verurteilt[87]
- Anna Pollertová (6. Mai 1899 – 19. Januar 1945), „Wir bleiben treu“ (PVVZ – Petiční výbor Věrni zůstaneme)[88]
- Olga Prokop (22. Juli 1922 – 9. März 1943), wegen „Feindbegünstigung“ verurteilt[89]

## R
- Gertrude Racaite (7. Juli 1921 – 18. September 1942), wegen „Landesverrats“ verurteilt[90]
- Martha Rachel (26. Mai 1904 – 2. November 1943), Związek Walki Zbrojnej (ZWZ – Bewaffneter Kampfverband), wegen „Kriegsspionage“ verurteilt[91]
- Luise Reichmann (25. Dezember 1904 – 18. Dezember 1942), Obrana Národa (ON – Verteidigung der Nation), wegen „Vorbereitung zum Hochverrat“ verurteilt[92]
- Melanie Risch (8. September 1897 – 28. September 1943), wegen „Landesverrats“ verurteilt
- Martha Rietenbach (8. September 1897 – 28. September 1943), wegen „Landesverrats“ verurteilt[93]
- Maria Rink (22. März 1901 – 16. Februar 1943), wegen „Landesverrats“ verurteilt[94]
- Galina Romanowa (25. Dezember 1918 – 3. November 1944), gehörte zur Widerstandsgruppe Europäische Union
- Franziska Rychly (30. November 1907 – 4. März 1943), wegen „Landesverrats“ verurteilt[95]

## S
- Frieda Sabbas (31. Oktober 1884 – 28. April 1943), aufgrund der „Volksschädlingsverordnung“ verurteilt[96]
- Josefa Sadowska (14. April 1915 – 4. Mai 1943), wegen „Landesverrats“ verurteilt[97]
- Klara Schabbel (9. August 1894 – 5. August 1943), wurde in der Strafsache „Rote Kapelle“ verurteilt[12]
- Susanne Marie Schäfer (2. September 1880 – 23. Februar 1945), wegen „Wehrkraftzersetzung“ verurteilt[98]
- Pelagia Scheffczyk (8. März 1915 – 5. Oktober 1943), wegen Kriegsspionage verurteilt[99]
- Elisabeth Scheitza (30. November 1902 – 1. Juli 1943), wegen Verrats von Staatsgeheimnissen verurteilt
- Stefanie Schiefer (13. Dezember 1897 – 3. Mai 1943), wegen „Landesverrats“ verurteilt[100]
- Marianna Schejner (29. März 1878 – 15. August 1942), wegen „landesverräterischer Begünstigung des Feindes“ verurteilt[101]
- Rose Schlösinger (5. Oktober 1907 – 5. August 1943), wurde in der Strafsache „Rote Kapelle“ verurteilt[12]
- Erna Schmidt (12. Juni 1891 – 8. Dezember 1944), wegen „Wehrkraftzersetzung“ verurteilt[102]
- Anna Schneider (6. Dezember 1900 – 9. Juni 1944), wegen „Wehrkraftzersetzung“ verurteilt[103]
- Elfriede Scholz (25. März 1903 – 16. Dezember 1943), Schwester von Erich Maria Remarque, wegen „Wehrkraftzersetzung“ durch den Volksgerichtshof unter Roland Freisler zum Tode verurteilt
- Oda Schottmüller (9. Februar 1905 – 5. August 1943), wurde in der Strafsache „Rote Kapelle“ verurteilt[12]
- Elisabeth Schumacher (28. April 1904 – 22. Dezember 1942), wurde in der Strafsache „Rote Kapelle“ verurteilt
- Gertrud Seele (22. September 1917 – 12. Januar 1945), wegen „Wehrkraftzersetzung“ und „Feindbegünstigung“ verurteilt
- Flora Springer / Flore Springer-Velaerts (* 1909; † 20. August 1943) Rote Kapelle[104]
- Klara Stoffels (7. Dezember 1904 – 11. August 1944), Zeugin Jehovas, wegen „Wehrkraftzersetzung“ und „Feindbegünstigung“ verurteilt
- Gertrud Swierczek (22. Dezember 1921 – 8. September 1944), Związek Walki Zbrojnej (ZWS – Bewaffneter Kampfverband), wegen „Kriegsspionage“ verurteilt[105]
- Agnes Szukalska (12. April 1891 – 20. Mai 1943), wegen „schweren Verrats militärischer Geheimnisse“ verurteilt[106]
- Maria Szyriajew (26. September 1924 – 20. Oktober 1944), aufgrund der „Volksschädlingsverordnung“ verurteilt[107]

## T
- Maria Terwiel (7. Juni 1910 – 5. August 1943), Rote Kapelle, Berlin
- Elisabeth von Thadden (29. Juli 1890 – 8. September 1944), Solf-Kreis
- Renée Tanton (1. November 1921 – 24. September 1943), wegen „Kriegswirtschaftsverbrechen“ verurteilt[108]
- Maria Tomasch (29. September 1889 – 22. Juli 1943), wegen „Landesverrats“ verurteilt
- Pelagia Trocha (14. November 1874 – 10. April 1942), wegen „Feindbegünstigung“ verurteilt[109]
- Käthe Tucholla (10. Januar 1910 – 28. September 1943), Rote Kapelle, Berlin
- Elfriede Tygör (10. Oktober 1903 – 25. August 1944), Mitglied der Widerstandsgruppe um Robert Uhrig, Lebensgefährtin von Fritz Plön

## U
- Marie Urich (8. Februar 1891 – 8. April 1943), SPÖ, wegen „Vorbereitung zum Hochverrat“ verurteilt[110]

## V
- Anna Vančurová (16. Mai 1914 – 3. November 1942), Obrana Národa (ON – Verteidigung der Nation), wegen „Landesverrats, Feindbegünstigung und Vorbereitung zum Hochverrat“ verurteilt[111]
- Henryka Veith (19. Dezember 1914 – 25. Juni 1943), wegen „Vorbereitung zum Hochverrat und Feindbegünstigung“ verurteilt[112]
- Josefa Víchová (16. Februar 1902 – 2. September 1942), wegen „landesverräterischer Feindbegünstigung und Vorbereitung zum Hochverrat“ verurteilt[113]
- Stefanie Viol (27. November 1908 – 5. Juni 1941), wegen „Landesverrats“ verurteilt[114]
- Käte Voelkner (12. April 1906 – 28. Juli 1943), Rote-Kapelle-Paris
- Lucie Vogel (12. April 1920 – 2. September 1943), aufgrund der „Volksschädlingsverordnung“ verurteilt[115]

- Elli Voigt (22. Februar 1912 – 8. Dezember 1944), Saefkow-Jacob-Bästlein-Organisation

## W
- Irene Walter (23. Januar 1921 – 4. März 1942), gehörte zur Widerstandsgruppe um Herbert Baum
- Berthe Warret (6. Juni 1904 – 1. September 1944), wegen „Beihilfe zu bolschewistischem Umbruch“ verurteilt[116]
- Marie Warszawski (18. August 1907 – 1. April 1943), wegen „Feindbegünstigung und Schädigung des Wohls des Deutschen Reiches“ verurteilt[117]
- Margarete Wegener (15. Mai 1913 – 7. Januar 1944), aufgrund der „Volksschädlingsverordnung“ verurteilt[118]
- Wanda Węgierska (31. Januar 1919 – 25. Juni 1943), wegen „Spionage, Feindbegünstigung und Vorbereitung zum Hochverrat“ verurteilt[119]
- Frida Wesolek (3. September 1887 – 5. August 1943), wurde in der Strafsache „Rote Kapelle“ verurteilt[12]
- Suzanne Wesse (16. Januar 1914 – 18. August 1942), Französin, gehörte zur Widerstandsgruppe um Herbert Baum[120]
- Frieda Wittke (16. Mai 1895 – 26. Mai 1944), aufgrund der „Volksschädlingsverordnung“ verurteilt[121]
- Else Woicziech (7. Februar 1885 – 8. Dezember 1944), als Mitglied der „Internationalen Bibelforscher-Vereinigung“ wegen „Wehrkraftzersetzung in Verbindung mit Begünstigung des Feindes“ hingerichtet[36][122]
- Irene Wosikowski (9. Februar 1910 – 27. Oktober 1944), Résistance
- Maria Wrobinski (18. November 1894 – 28. April 1943), wegen „landesverräterischer Feindbegünstigung“ verurteilt[123]

## Z
- Elfriede Zabel (11. Mai 1885 – 19. Mai 1944), Tannenbergbund, wegen „Schädigung des Reichswohls in Verbindung mit landesverräterischer Begünstigung des Feindes“ verurteilt
- Anna Zagora (16. April 1915 – 22. September 1944), wegen „Begünstigung des Feindes“ verurteilt[124]
- Leokadia Zbierska (22. Juli 1917 – 22. August 1942), wegen „Schädigung des Reichswohls in Verbindung mit landesverräterischer Begünstigung des Feindes“ verurteilt[125]
- Emmy Zehden (28. März 1900 – 9. Juni 1944), Bibelforscherin